# Cụm nhà cổ Thanh Phú Long
Cụm nhà cổ Thanh Phú Long thuộc họ Nguyễn Hữu - một dòng có tiếng giàu có ở huyện Châu Thành, tỉnh Long An, Việt Nam.

## Vị trí
Di tích kiến trúc nghệ thuật Cụm nhà cổ Thanh Phú Long tọa lạc tại ấp Thanh Phú, xã Thanh Phú Long, huyện Châu Thành, tỉnh Long An, cách thành phố Tân An khoảng 20 km về phía Nam. Từ thành phố Tân An, du khách đi theo Tỉnh lộ 827A khoảng 14 km, rẽ phải theo đường nông thôn vào ấp Phú Tây khoảng 1,5 km là đến khu di tích.

## Kiến trúc
Khu nhà cổ của dòng họ Nguyễn Hữu còn được biết đến với cái tên "Xóm nhà giàu".
Cụm nhà cổ Thanh Phú Long được tạo lập vào khoảng cuối thế XIX đến những năm đầu thế kỷ XX (1898 – 1908).
Cụm nhà cổ Thanh Phú Long gồm 3 ngôi nhà có cấu trúc tương đối giống nhau, được xây dựng cách đều nhau trên một mảnh đất rộng khoảng 15.000 m² (mỗi ngôi nhà có diện tích 528 m² trong khu đất 5.000 m²):
- Ngôi nhà đầu tiên là nhà ông Nguyễn Hữu Hiệp, là một điền chủ giàu có và làm Cai tổng của làng (Cai tổng Hiệp).
- Ngôi nhà thứ hai của ông Nguyễn Hữu Hoanh (làm Hội đồng xã thời Pháp nên gọi là Hội đồng Hoanh).
- Ngôi nhà thứ ba của ông Nguyễn Hữu Huyền (Hội đồng Huyền).

Các ngôi nhà này được dựng kiểu nhà rội, tường gạch mái ngói, nền lát gạch hoa, kết cấu kiến trúc gỗ 3 gian 2 chái. Nhìn trên bình đồ, nhà có hình chữ Khẩu, gồm nhà trước và nhà sau, nối với nhau bằng hai nhà cầu, chính giữa có khoảng trống gọi là sân "thiên tỉnh" (giếng trời).

## Di tích Quốc gia
Ngày 3 tháng 8 năm 2007, Bộ Văn hóa – Thông tin (nay là Bộ Văn hóa, Thể thao và Du lịch) ban hành Quyết định số 43/2007/QĐ-BVHTT xếp hạng Cụm nhà cổ Thanh Phú Long là di tích kiến trúc nghệ thuật quốc gia.